# Mr. Pickles
Mr. Pickles ist eine US-amerikanische Zeichentrickserie, welche von Will Carsola und Dave Stewart für den Sender Adult Swim geschaffen wurde. Im Mittelpunkt der Serie steht die Familie Goodman, besonders der sechsjährige Sohn Tommy und sein Border Collie Mr. Pickles, welcher ein dämonisches Verhalten an den Tag legt. Die Serie wurde auch außerhalb der USA, so in Kanada, Australien und Lateinamerika ausgestrahlt.

## Handlung
Die Familie Goodman lebt in der altmodisch anmutenden Stadt Old Town. Sie weiß nicht, dass ihr Haushund Mr. Pickles einen bösartigen Trieb zu Mord und Verstümmelung hat. Ausschließlich der Großvater ist dem Geheimnis des Border Collies auf die Schliche gekommen, findet jedoch bei seinen Verwandten kein Gehör. So spielt der Sohn der Familie, der sechsjährige Tommy, jeden Tag sorglos mit seinem Hund in der Nachbarschaft, und auch seine Eltern Beverly und Brooke sind ahnungslos. Heimlich schleicht sich Mr. Pickles immer wieder davon und hat es vor allem auf die abgesehen, die sein Herrchen Tommy bedrohen oder ihn in seinem Alltag stören. Seine Opfer werden von dem Hund in seinem unterirdischen Versteck wiederbelebt und dienen ihm in seiner eigenen kleinen Welt.

## Produktion und Veröffentlichung
Die Idee zur Serie stammt von Dave Stewart und Will Carsola, letzterer führte auch Regie und war für den Schnitt verantwortlich. Als Produzent war vor allem Ollie Green verantwortlich. Mike L. Mayfield entwarf das Charakterdesign und Hintergründe und die Musik stammt von Mark Rivers. Für die Animationen wurde Adobe Flash verwendet. Die Idee zum Konzept entstand aus einem Brainstorming und aus einer Reihe von Konzeptvorschlägen, die an den Sender Adult Swim gesendet wurden. Die Idee eines dämonischen Hundes, ursprünglich grob angelehnt an Lassie, konnte die Programmverantwortlichen schließlich begeistern. Bei der Umsetzung wurde, so Stewart, von Seiten des Senders große Freiheiten gelassen. Die Figur des Mr. Pickles war auch beeinflusst durch Stewarts eigenen Hund, einen Australian Cattle Dog, der einige Ähnlichkeiten im Verhalten habe. Von Stewarts Hund wurden als Referenzmaterial Aufnahmen gemacht, die die Animatoren bei der Produktion verwendeten. Als Vorlage für den Handlungsort diente Richmond in Virginia, wo Stewart und Carsola früher einmal gelebt haben.
Die erste Staffel der Serie besteht aus insgesamt 10 viertelstündlichen Folgen und feierte am 21. September 2014 Premiere bei Adult Swim. Zuvor wurde am 25. August 2013 ein Pilotfilm ausgestrahlt. Am 17. April 2016 lief die zweite Staffel mit erneut 10 Folgen an. 2018 folgte eine dritte Staffel mit weiteren 10 Folgen und am 18. November 2019 eine Finalepisode.
Bereits 2013 wurde der Pilotfilm in Brasilien gezeigt. 2015 lief die Serie in Australien auf The Comedy Channel und später bei Adult Swim. 2018 folgte eine Ausstrahlung in Mexiko. In Kanada wurde sie 2019 von Adult Swim gezeigt.

### Episodenübersicht
| Staffel    | Folgen     | Ausstrahlungsbeginn | Ausstrahlungsende |
| ---------- | ---------- | ------------------- | ----------------- |
| Pilotfolge | Pilotfolge | 25. August 2013     | 25. August 2013   |
| 1          | 10         | 21. September 2014  | 23. November 2014 |
| 2          | 10         | 17. April 2016      | 26. Juni 2016     |
| 3          | 10         | 26. Februar 2018    | 26. März 2018     |
| Finalfolge | Finalfolge | 18. November 2019   | 18. November 2019 |

### Synchronisation
| Rolle               | Sprecher                    |
| ------------------- | --------------------------- |
| Mr. Pickles         | Dave Stewart                |
| Tommy Goodman       | Kaitlyn Robrock             |
| Beverly Goodman     | Brooke Shields              |
| Stanley Goodman     | Jay Johnston                |
| Henry Gobbleblobber | Frank Collison              |
| Sheriff, Boss       | Will Carsola                |
| Mr. Bojenkins       | Frank Collison, Alex Désert |

## Rezeption
Der nach der Fernsehausstrahlung auch auf der Website von Adult Swim und auf Youtube veröffentlichte Pilot erlangte schnell viele Zuschauer und entsprechende Bekanntheit. In der New York Times nannte Mike Hale die Serie 2014 „weniger geschmackvoll aber mehr Mainstream“ als Tim & Eric's Bedtime Stories. Sie sei eher „grausig als lustig“, hätte aber dennoch das Potenzial für eine treue Anhängerschaft.